# Busstrafik i Göteborgsregionen
I Göteborgsregionen finns i Västtrafiks regi en omfattande lokaltrafik, med tåg, spårvagn, buss och båt.
För annan trafik än buss se Västtågen, Göteborgs pendeltåg, Göteborgs spårväg och Älvsnabben.
Numren på busslinjer i Göteborgsregionen togs fram av Göteborgsregionens Lokaltrafik på 1980-talet, liksom expressbussarna med färgnamn på 1990-talet. I huvudsak gäller:
- 16-99 bussar inom Göteborg
- 100-199 industribussar och speciallinjer i Göteborg
- 200-299 till och i Öckerö och båtlinjer.
- 300-399 Kungälv, Stenungsund, Tjörn, Orust
- 400-499 Ale
- 500-599 Partille, Lerum, Alingsås
- 600-699 Härryda
- 700-799 Mölndal, Kungsbacka

Linjer till Borås, Kinna med mera använder ett nummersystem som Älvsborgstrafiken tog fram på 1980-talet.

## Expressbusslinjer
Dessa busslinjer går med hög turtäthet mellan centrala Göteborg och viktiga tätorter utanför kommunen. De har i och nära Göteborg ett fåtal hållplatser för att spara tid. De kan ha betydligt tätare hållplatser nära ändarna.
I december 2020 började expresslinjerna byta namn från det tidigare färgsystemet till X följt av en siffra. Samtidigt byts successivt bussarna ut till enhetligt utrustade bussar med rosa detaljer framtill för att lätt särskiljas från lokalbussarna som i framtiden planeras att bli gröna framtill. Det nya systemet ska vara helt implementerat 2026.
| Linje               | Sträcka                                                              | Hållplatser | Trafikeras                   | Turtäthet per timme i högtrafik (7-18) | Turtäthet på helgerna ca kl 10-18 |
| ------------------- | -------------------------------------------------------------------- | ----------- | ---------------------------- | -------------------------------------- | --------------------------------- |
| X4                  | Kungälv - Göteborg - Mölnlycke - Höga Hallar                         | 28          | Dagligen                     | 8-12                                   | 4 (6ggr/h fr.o.m 21/8-2023)       |
| X3                  | Särö/Kullavik - Göteborg - Gråbo/Stenared                            | 54          | Dagligen                     | 6                                      | 2                                 |
| Röd Express         | Landvetter - Göteborg - (Volvo Torslanda) - Amhult - Lilla Varholmen | 28          | Dagligen                     | 4-12                                   | 4                                 |
| Lila Express        | Mölnlycke - Mölndal - Västra Frölunda - (Volvo Torslanda) - Amhult   | 28          | Vardagar                     | 4                                      | Inga turer                        |
| X1                  | Partille – Lindholmen - Torslanda                                    | 29          | Dagligen                     | 6                                      | 4                                 |
| Svart Express       | Vallhamra - Göteborg - Skra Bro - Torslanda - Amhult                 | 30          | Dagligen                     | 8                                      | 4                                 |
| X2                  | Gerrebacka - Göteborg - Billdal                                      | 40          | Dagligen                     | 12                                     | 6                                 |
| 242                 | Ytterby/Ullstorp - Kungälv - Göteborg                                | 20          | Vardagar                     | 4                                      | Inga turer                        |
| Stenungsund Express | Stenungsund - Kungälv - Göteborg                                     | 14          | Dagligen                     | 6                                      | 2                                 |
| Marstrand Express   | Marstrand - Ytterby - Göteborg                                       | 40          | Gick dagligen, nedlagd 2024. | 2                                      | 30-90 min mellan avgångar         |
| Tjörn Express       | Rönnäng - Stenungsund - Göteborg                                     | 67          | Dagligen                     | 2                                      | Inga turer till Göteborg          |
| Gråbosnabben        | Brobacka - Gråbo - Göteborg                                          | 41          | Dagligen                     | 2-4                                    | 1                                 |
| Lerumsnabben        | Ingared - Lerum - Göteborg                                           | 17          | Dagligen                     | 2-4                                    | Inga turer                        |
| Alingsåssnabben     | Stadsskogen - Göteborg                                               | 0           | Nedlagd 2022                 | 0                                      | Inga turer                        |

X-expressbussarna (inklusive röd och svart express) stannar nära Nils Ericsonterminalen men inte vid själva terminalen. Däremot stannar de expressbussar som har namn baserade på destinationer vid Nils Ericsonterminalen eller Åkareplatsen resecentrum. Tidigare fanns destinationsbaserade expressbussar till Alingsås och Marstrand, men dessa är nedlagda.X1, röd och lila express går endast via Volvo Torslanda på morgonen och eftermiddagen samt endast i rusningsriktningen.
Från Nils Ericsonterminalen eller Åkareplatsen utgår även expressbussar till andra delar av regionen. Exempel på dessa är linje 100 Göteborg - Borås, 300 Göteborg - Kinna, 810 Göteborg - Uddevalla och 841 Göteborg - Lysekil.